# الانتخابات في إيران
الانتخابات في إيران بموجب دستور الجمهورية الإسلامية الإيرانية لها أربعة أنواع، الانتخابات التشريعية لانتخاب أعضاء مجلس الشورى الإسلامي تجري كل أربع سنوات، وانتخابات رئاسة الجمهورية تجري كل أربع سنوات، وانتخابات مجلس خبراء القيادة تجري كل ثماني سنوات، وهو مجلس يتولى مهمة انتخاب المرشد الأعلى، وهناك أيضًا انتخابات المجالس المحلية وهي تجري كل أربع سنوات.
يتولى مجلس صيانة الدستور الإشراف على انتخابات أعضاء مجلس الشورى ورئيس الجمهورية ومجلس خبراء القيادة، ويقوم بفحص المرشحين وتحديد أهليتهم ويشرف علي عمليه الاقتراع وفرز الاصوات. يحق لجميع الإيرانيين المؤهلين عقليًا، الذين بلغوا ال18 من العمر أو أکثر التصويت في الانتخابات.

## السياق التاريخي

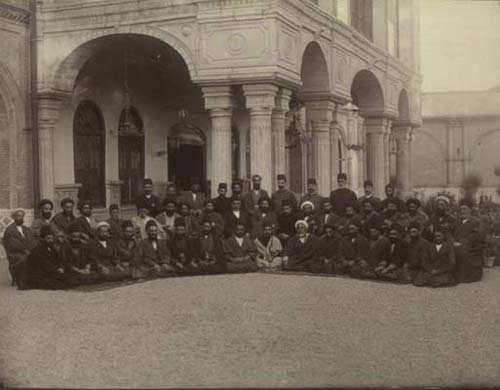
أعضاء أول برلمان منتخب في إيران سنة 1909م.

بعد الثورة الدستورية في إيران وافق مظفر الدين شاه على السماح بالبرلمان في أغسطس عام 1906، فتحول بموجبه النظام السياسي في إيران (فارس حينذاك) من ملكي مطلق إلى ملكي دستوري نيابي. وقد أُجريت أول انتخابات في إيران في خريف تلك السنة وتم انتخاب 156 عضوًا بأغلبية ساحقة أتت من طهران ومن طبقة التجار. وعلى مر السنين توالت انتخابات البرلمان.
بعد انتصار الثورة الإسلامية في إيران، يتم انتخاب الفرعين التنفيذي والتشريعي من قبل الشعب مباشرة كل اربع سنوات. ويتم انتخاب قائد الثورة في إيران، عن طريق مجلس خبراء القيادة الذي ينتخبهم الشعب كل ثماني سنوات. كما تجرى انتخابات المجالس المحلية بالاقتراع العمومي المباشر كل أربع سنوات.
يشرف مجلس صيانة الدستور على الانتخابات في إيران ويقرر أهلية المرشحين لخوضها، إلا مرشحي المجالس المحلية، كما يشرف علي عمليه الاقتراع وفرز الاصوات.

## الانتخابات في الجمهمورية الإسلامية

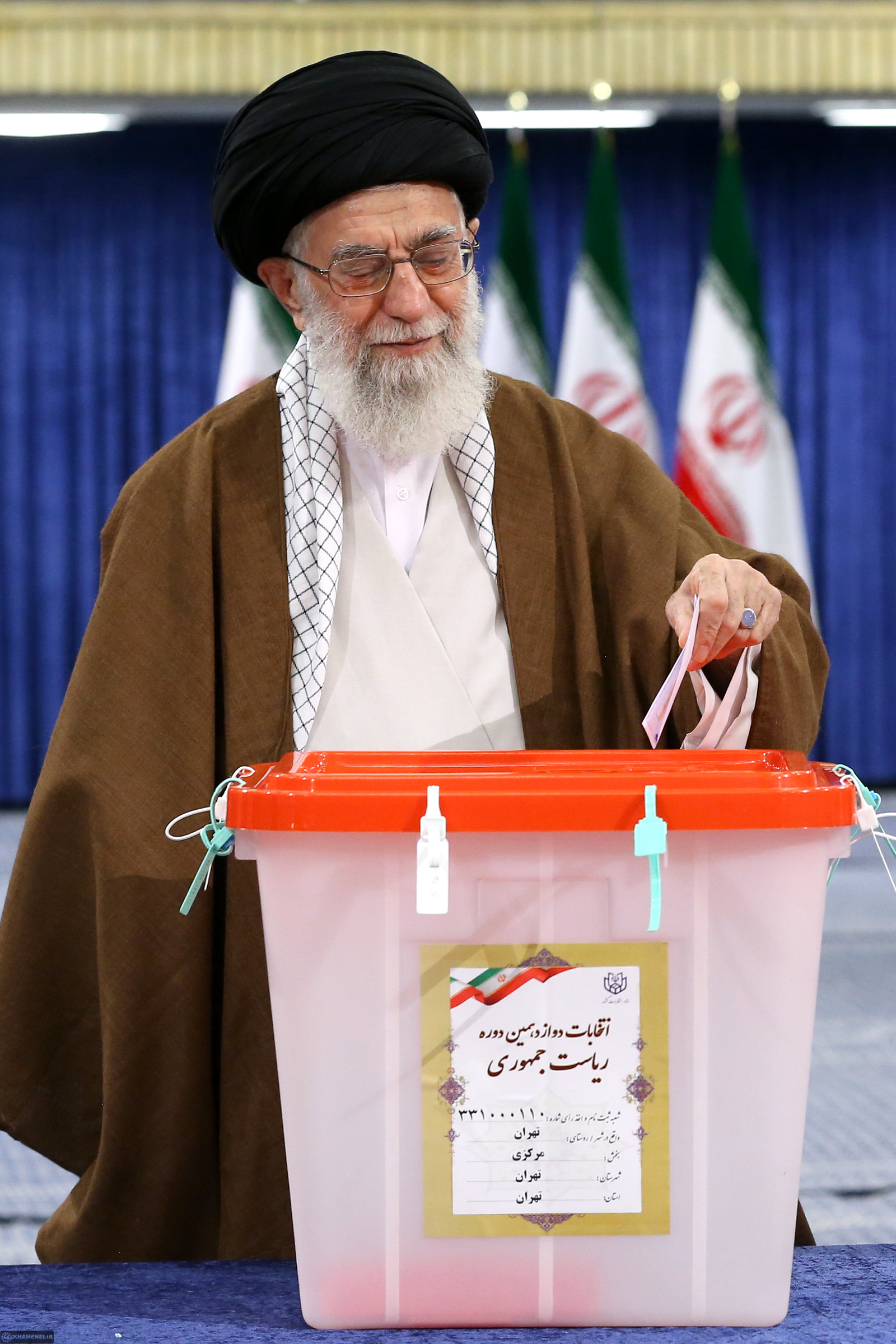
المرشد الأعلى في إيران علي خامنئي يصوّت في الإنتخابات الرئاسية الإيرانية 2017.

### الانتخابات الرئاسية

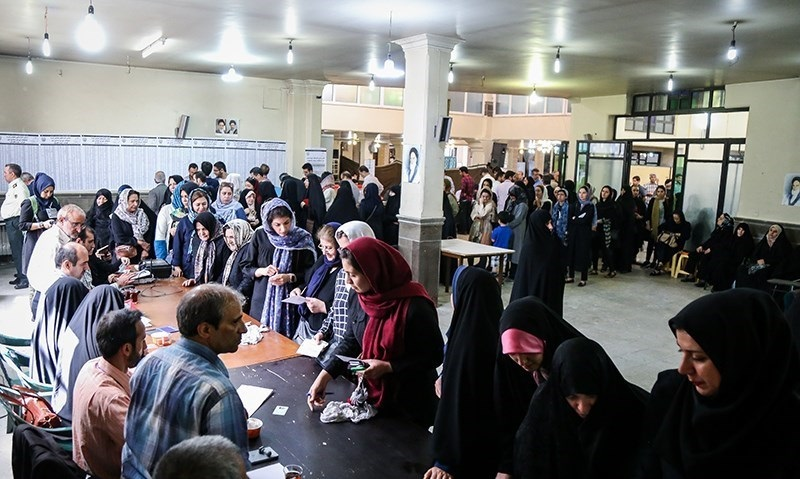
بلغت نسبة الإقبال على التصويت في انتخابات الرئاسة الإيرانية عام 2017، 73 في المئة.

يتم انتخاب رئيس الجمهورية الذي هو على رأس السلطة التنفيذية في إيران، بالاقتراع العمومي المباشر لمدة أربع سنوات ولا يجوز أن يعاد انتخابه إلا مرة واحدة فقط.
وبموجب الدستور الإيراني يُنتخب الرئيس من بين الشخصيات الدينية والسياسية الإيرانية الأصل والجنسية، وينبغي أن يكون من ذوي الكفاءة ومتعقّلا وحسن السمعة وأميناً، وأن يكون تقياً ومخلصاً لدعائم جمهورية إيران الإسلامية ومتمسّكاً بالعقيدة الرسمية للبلد.
تُجرى الانتخابات بين المرشحين الذين ثبتت صلاحياتهم عند مجلس صيانة الدستور. ووفقا للدستور من أجل فوز مرشح يجب أن يحصل على أغلبية الأصوات وإذا لم يحصل أي من المرشحين على 50 بالمئة زائد واحد على الأقل من إجمالي عدد المشاركين في التصويت تجرى جولة إعادة بين المرشحين الفائزين بأكبر عدد من الأصوات في أول يوم جمعة عقب إعلان نتيجة الانتخابات.
عُقدت أوّل انتخابات الرئاسية في البلاد في 25 يناير/ كانون الثاني عام 1980 بعد عام واحد من انتصار الثورة الإسلامية.
| الانتخابات             | التاريخ       | عدد أصحاب حق الاقتراع | عدد كل الأصوات | النسبة المئوية | عدد المرشحين | الرئيس المنتخب      | عدد الأصوات | نسبة مئوية |
| ---------------------- | ------------- | --------------------- | -------------- | -------------- | ------------ | ------------------- | ----------- | ---------- |
| الانتخابات الأولى      | 25 يناير 1980 | 20,993,643            | 14,152,907     | 67٫41          | 124          | أبو الحسن بني صدر   | 10,709,330  | 75.6       |
| الانتخابات الثانية     | 24 يوليو 1981 | 22,687,017            | 14,572,493     | 64٫24          | 4            | محمد علي رجائي      | 12,960,619  | 91.0       |
| الانتخابات الثالثة     | 2 أكتوبر 1981 | 22,687,017            | 16,847,715     | 74٫26          | 4            | علي خامنئي          | 16,007,072  | 97.01      |
| الانتخابات الرابعة     | 16 أغسطس 1985 | 25,993,802            | 14,238,587     | 54٫78          | 3            | علي خامنئي          | 12,203,870  | 87.09      |
| الانتخابات الخامسة     | 28 يوليو 1989 | 30,139,598            | 16,452,562     | 54٫59          | 2            | أكبر هاشمي رفسنجاني | 15,537,394  | 96.01      |
| الانتخابات السادسة     | 11 يونيو 1993 | 33,156,055            | 16,796,755     | 50٫66          | 4            | أكبر هاشمي رفسنجاني | 10,449,933  | 64.0       |
| الانتخابات السابعة     | 23 مايو 1997  | 36,466,487            | 29,145,745     | 79٫92          | 4            | محمد خاتمي          | 20,078,187  | 69.06      |
| الانتخابات الثامنة     | 8 يونيو 2001  | 42,170,230            | 28,155,969     | 66٫77          | 10           | محمد خاتمي          | 21,659,053  | 77.01      |
| الانتخابات التاسعة     | 17 يونيو 2005 | 46,786,418            | 27,958,931     | 59٫76          | 2            | محمود أحمدي نجاد    | 17,284,782  | 61.69      |
| الانتخابات العاشرة     | 12 يونيو 2009 | 46,199,997            | 39,371,214     | 84٫83          | 4            | محمود أحمدي نجاد    | 24,592,793  | 62.63      |
| الانتخابات الحادية عشر | 14 يونيو 2013 | 50,483,192            | 36,821,538     | 72٫94          | 6            | حسن روحاني          | 18,692,500  | 50.71      |
| الانتخابات الثانية عشر | 19 مايو 2017  | 56,410,234            | 41,366,085     | 73٫33          | 4            | حسن روحاني          | 23,636,652  | 57.14      |

### الانتخابات البرلمانية

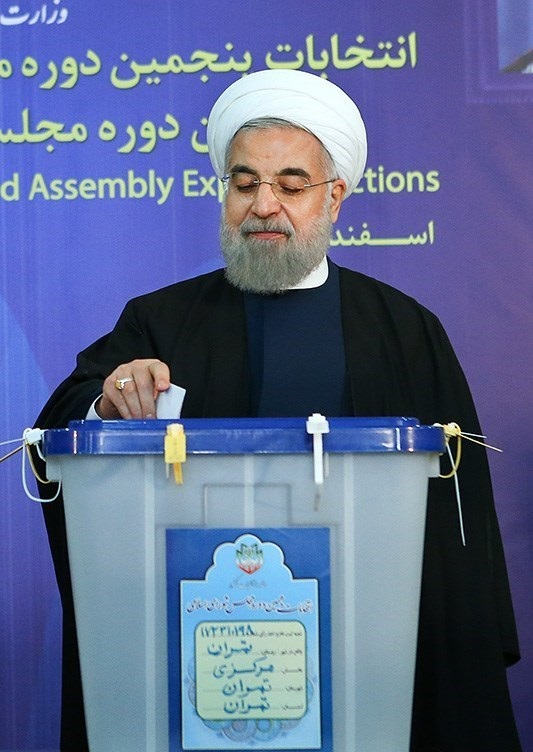
يشارك حسن روحاني الرئيس الايراني السابق في انتخابات المجلس 2016.

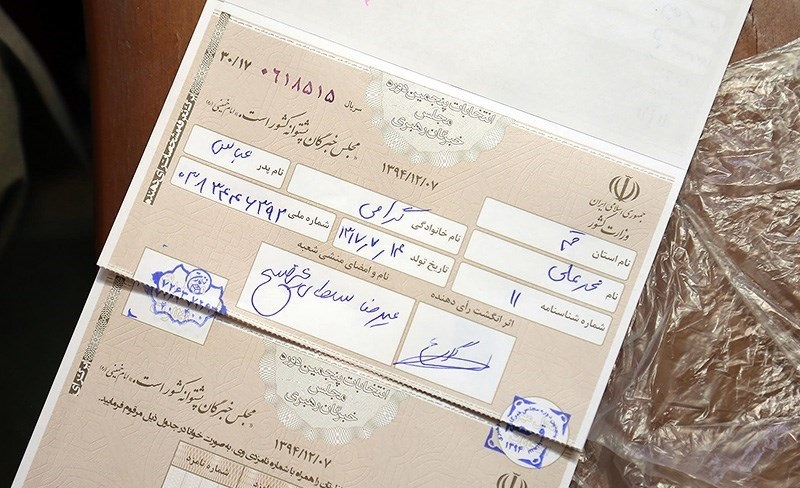
ورقة التصويت لانتخابات البرلمان.

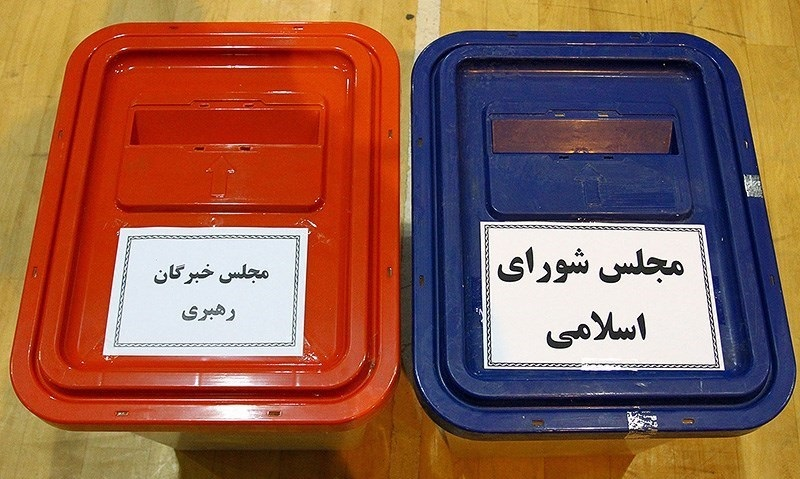
صناديق القتراع

يتألف مجلس الشورى الإسلامي (برلمان البلاد) من 290 مقعدا، ينتخب أعضاء مجلس الشورى الـ285 في اقتراع مباشر، بينما تم تخصيص الخمسة مقاعد الباقية لتمثيل الفئات الخاصة وهم الزرادشتيين، واليهود، والآشوريين، والمسيحيين الكلدان، والأرمن (مقعدين للأرمن، واحد لأرمن شمال إيران والآخر لأرمن الجنوب).
يتم انتخاب 285 عضوا بشكل مباشر كل أربع سنوات في 196 دائرة انتخابية فردية أو المتعددة الأعضاء.
وفي الدوائر الانتخابية ذات العضو الواحد، يجب أن يحصل المرشحون على ربع الأصوات على الأقل في الجولة الأولى. وفي حال لم يتم التوصل إلى الأغلبية المطلوبة في الجولة الأولى فانه يتم عقد جولة ثانية ويشارك في هذه الجولة مرشحان حصلا على أكثرية الأصوات في الجولة الأولى. وفي الدوائر الانتخابية متعددة الأعضاء يصوت الناخبون على عددا من المرشحين يساوي عدد مقاعد تلك الدائرة. ويجب على المرشحين الحصول على ما لا يقل عن ربع أصوات الناخبين ليتم انتخابهم. وإذا لم يتم ملء جميع المقاعد في الجولة الأولى من التصويت يتم عقد جولة ثانية، ويكون في هذه الجولة عدد المرشحين ضعف عدد المقاعد الفارغة (أو يشارك جميع المرشحين إذا كان عددهم أقل من ضعف عدد المقاعد).
وفقا للقانون الإيراني، أن الشروط التي يجب أن تتوافر في الشخص المرشح هي:
1. أن يكون من أصول إيرانية ويكون مواطنًا إيرانيًا.
2. يكون حائزا على شهادة الماجستير (إلا إذا كان شاغل الوظيفة).
3. يكون متمسكًا بالدستور ويؤمن بنظام الجمهورية الإسلامية الإيرانية
4. أن يكون مسلمًا متدينًا (الا إذا كان يمثل إحدى الأقليات الدينية في إيران).
5. ان يكوم متمتعاً بحسن السيرة والسمعة.
6. ويجب أن يكون مؤهلا عقليًا وجسمانيا ويكون عمره ضمن 30-75 سنة.

انتخب أول مجلس بعد الثورة الإسلامية في إيران عام 1980 وتتالى تجديد انتخابه كل 4 سنوات، فتم تجديده لحد الآن تسعة مرات كان آخرها عام 2016.
| الانتخابات         | التاريخ                   | عدد أصحاب حق الاقتراع | عدد كل الأصوات | النسبة المئوية | عدد المرشحين |
| ------------------ | ------------------------- | --------------------- | -------------- | -------------- | ------------ |
| الانتخابات الأولى  | 14 مارس و 9 مايو 1980     | 20,857,391            | 10,875,969     | 52.14          | 3,694        |
| الانتخابات الثانية | 15 أبريل و 17 مايو 1984   | 24,143,498            | 15,607,306     | 64.64          | 1,592        |
| الانتخابات الثالثة | 8 أبريل و 13 مايو 1988    | 27,986,736            | 16,714,281     | 59.72          | 1,999        |
| الانتخابات الرابعة | 10 أبريل و 8 مايو 1992    | 32,465,558            | 18,767,042     | 57.81          | 3,233        |
| الانتخابات الخامسة | 8 مارس و 19 أبريل 1996    | 34,763,927            | 24,682,386     | 71             | 5,365        |
| الانتخابات السادسة | 18 فبراير و 5 مايو 2000   | 38,726,431            | 26,082,157     | 67.35          | 6,853        |
| الانتخابات السابعة | 20 فبراير و 7 مايو 2004   | 46,351,032            | 23,438,030     | 51.21          | 8,172        |
| الانتخابات الثامنة | 14 مارس و 25 أبريل 2008   | 43,824,254            | 24,279,717     | 55.4           | 7,600        |
| الانتخابات التاسعة | 2 مارس و 4 مايو 2012      | 48,288,799            | 30,844,462     | 63.87          | 5,283        |
| الانتخابات العاشرة | 26 فبراير و 29 أبريل 2016 | 54,915,024            | 33,956,651     | 61.83          | 12,072       |

### انتخابات مجلس خبراء القيادة
يتألف مجلس خبراء القيادة (أو مجلس الخبراء) من 86 من كبار رجال الدين الذين يتم انتخابهم بتصويت شعبي وتستمر ولايتهم لثماني سنوات. وتمثل كل محافظة بعضو واحد داخل هذا المجلس طالما كان عدد سكانها نصف مليون نسمة، وكلما زادت الكثافة عن ذلك، كلما زاد معها تمثيلها بعدد الأعضاء. يقيّم مجلس الخبراء عمل القائد، وله صلاحية إقالته. ويترأس المجلس حالياً أحمد جنّتي.
اجريت الدورة الأولى لانتخابات مجلس خبراء القيادة في أكتوبر عام 1982.

### انتخابات المجالس المحلية
تشكلت المجالس المحلية في إيران في التسعينيات من القرن العشرين، لجميع المدن والقرى في إيران. وقد يُنتخب أعضاء هذه المجالس من قبل أبناء كل دائرة انتخابية محلية ولمدة أربع سنوات. تجري المرحلة الأولى من عملية فحص المرشحين من قبل المسؤولين الحكوميين في المجالس التنفيذية للدولة، ويتم تنفيذ المرحلة الثانية من عملية الفحص من قبل هيئات الرقابة البرلمانية، التي تشرف على هذه العملية.
هناك أكثر من 207 ألف شخص منتخب في المجالس المحلية للمدن والقرى، ويعتمد عدد الأعضاء في كل من هذه المجالس على حجم سكان الدائرة الانتخابية، فقد يصل عدد الأعضاء في القرى إلى اثنين، بينما يصل عدد الأعضاء في المدن الكبرى إلى 31 عضوا أو أكثر، فمدينة طهران على سبيل المثال لها 31 عضوا في المجلس المحلي للمدينة، بالإضافة إلى 12 عضوا من الاحتياطيين.